# 大野城 (下総国)
大野城（おおのじょう）は、千葉県市川市大野町（下総国葛飾郡）にあった中世の日本の城。

## 概要
伝承によれば、平将門によって築かれたとされ、城の近くには将門が建立したとされる天満天神宮が伝えられるが、戦後に行われた調査によれば実際には中世期の城とされている。鎌倉時代には日蓮の庇護者としても知られている千葉氏家臣曾谷教信が大野の地を支配していたとされ、付近には中山法華経寺など日蓮宗寺院が多い。
確実に大野城を用いていたとされているのは、1455年（享徳3年）に勃発した享徳の乱の過程でこの地域に進出してきた原氏庶流のいわゆる「大野原氏」と呼ばれる人々である。近くの本光寺の山号である光胤山は大野原氏の原光胤に由来すると言われている。
その後、大野城付近の支配は原氏からその重臣である小金城の高城氏に移り、遅くても同氏が改易された1590年（天正18年）の小田原征伐までには廃城になったと考えられている。
現在でも市川市大野町3丁目の「城山」の一帯には、御門・殿台・馬寄場・根古屋などの中世城址をしのばせる地名が残っている。

## 遺構
現在は遺構が残っておらず、城の主要部であったとされる地帯は市川市立第五中学校の敷地となっている。